# Cambra del Consell de la Nació Navajo
La Cambra del Consell de la Nació Navajo (navaho Béésh bąąh dah siʼání) és el centre de govern de la Nació Navajo. L'edifici es troba a Window Rock, Arizona, i és important per la seva associació al New Deal de la dècada de 1930 i el seu canvi en la política federal per a les relacions amb els nadius americans, segons el que estableix la Llei de Reorganització Índia. Amb la seva façana de pedra arenisca vermella i el seu estil arquitectònic rústic, la cambra va ser dissenyada per harmonitzar amb el seu espectacular entorn natural.
Construïda entre 1934 i 1935, la forma d'octàgon de la cambra i el marc estructural tenen el propòsit d'evocar un monumental hogan, l'habitatge tradicional dels navahos. A més, l'edifici incorpora les funcions cerimonials navahos d'una entrada principal orientada a l'est i al nord un mur sense finestres. L'artista Navajo Gerald Nailor, Sr. fou comissionat en 1942 per a un cicle mural que representa La història i el progrés de la Nació Navajo que s'instal·là a l'interior.
L'edifici fou declarat Fita Històrica Nacional en 2004. Es tracta de "l'única seu legislativa als Estats Units propietat d'una tribu índia americana que ha estat contínuament en ús d'aquesta tribu i el disseny incorpora materials i tradicions arquitectòniques indígenes lligades al patrimoni Navajo".

## Galeria

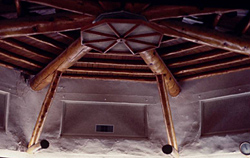
Interior de la cambra de la Nació Navajo